# Кёнеургенчский этрап
Кёнеургенчский этрап (туркм. Köneürgenç etraby) — этрап в Дашогузском велаяте Туркменистана. Административный центр — город Кёнеургенч.

## История
Образован в январе 1925 года на базе Куня-Ургенчского районного шуро как Куня-Ургенчский район Ташаузского округа Туркменской ССР. В июле 1930 года Ташаузский округ был упразднён, и Куня-Ургенчский район перешёл в прямое подчинение Туркменской ССР.
В феврале 1932 года район был передан в восстановленный Ташаузский округ. В ноябре 1939 года Ташаузский округ был упразднён, и Куня-Ургенчский район отошёл к новообразованной Ташаузской области.
В январе 1963 года Ташаузская область была упразднена, и Куня-Ургенчский район перешёл в прямое подчинение Туркменской ССР. В декабре 1970 года район был передан в восстановленную Ташаузскую область.
В 1992 году Куня-Ургенчский район был переименован в Кёнеургенчский этрап и вошёл в состав Дашогузского велаята.